# تونی سوپرانو
تونی سوپرانو (انگلیسی: Tony Soprano)، به تصویر کشیده شده توسط جیمز گاندولفینی، یک شخصیت تخیلی و قهرمان سریال تلویزیونی فیلم جنایی اچ‌بی‌او برنامه تلویزیونی خانواده سوپرانو است.
او عضو مافیای ایتالیایی-آمریکایی است و بعداً در سریال نقش رئیس تبهکاران خانواده دی‌مئو خیالی در شمال نیوجرسی را بازی می‌کند. گاندولفینی پیش از بازیگران دیگری از جمله استیون ون زندت و مایکل ریسپولی برای این نقش انتخاب شد. این شخصیت تا حدودی بر اساس داستان‌هایی از و درباره مجموعه‌ای از چهره‌های واقعی مافیا، از جمله گانگسترهای نیوجرسی، روگریو "ریچی بوت" بویاردو، رئیس جناح شمال نیوجرسی از خانواده جنایتکار جینوویسه، و وینسنت "وینی اوشن" پالرمو، یک کاپورژیم سابق و رئیس بالفعل خانواده جنایتکار دکاوالکانته، ساخته شده است. بابی بوریلو و مارک دامیانو دوم هر کدام در یک قسمت این شخصیت را در کودکی و دنی پتریلو در سه قسمت این شخصیت را در نوجوانی به تصویر کشیدند. ویلیام لودویگ او را در کودکی و مایکل، پسر گاندولفینی، او را در نوجوانی در فیلم پیش‌درآمد «قدیسان فراوان نیوآرک» در سال ۲۰۲۱ به تصویر کشیدند.
در فصل اول، تونی یک کاپو است و به عنوان متحد اصلی جیاکومو "جکی" آپریل، رئیس موقت بیمار خانواده دیمیو، خدمت می‌کند.  
بین فصل اول و دوم، او به معاون موقت و سپس معاون رسمی ارتقا می‌یابد و این موقعیت را تا فصل ششم حفظ می‌کند. عمویش کورادو "جونیور" ساپرانو تا اوایل فصل ششم رئیس موقت است، اما قدرت واقعی در دستان تونی باقی می‌ماند.  
در طول سریال، تونی برای متعادل کردن نیازهای متضاد خانواده خود - کارملا، دخترش میدو، پسرش ای.جی. و مادرش لیویا - با نیازهای مافیا تلاش می‌کند. او ویژگی‌های رفتاری یک جامعه‌ستیز خشن را نشان می‌دهد، با افسردگی دست و پنجه نرم می‌کند و مستعد حملات پانیک است. از اولین قسمت، او تحت درمان دکتر جنیفر ملفی (شخصیتی که چِیس آن را بر اساس روانپزشک خودش مدلسازی کرد) قرار می‌گیرد و تا قسمت یکی مانده به آخر سریال، به صورت متناوب به درمان ادامه می‌دهد.  شخصیت تونی سوپرانو و بازی گاندولینی با تحسین گسترده منتقدان روبرو شدند. تونی اغلب به عنوان یکی از بزرگ‌ترین و تاثیرگذارترین شخصیت‌های تاریخ تلویزیون شناخته می‌شود. گاندولفینی برای به تصویر کشیدن این شخصیت، سه جایزه امی ساعات پربیننده برای بهترین بازیگر مرد در یک مجموعه درام، سه جایزه انجمن بازیگران فیلم برای عملکرد برجسته توسط یک بازیگر مرد در یک مجموعه درام و یک جایزه گلدن گلوب برای بهترین بازیگر مرد - مجموعه تلویزیونی درام دریافت کرد.

## انتخاب بازیگران
جیمز گاندولفینی پس از دیدن نمونه کارش در فیلم "عشق واقعی" (۱۹۹۳) توسط مدیر انتخاب بازیگران سوزان فیتزجرالد برای تست نقش تونی سوپرانو دعوت شد و نهایتاً به دلیل هیکل درشت و استعداد بازیگری این نقش را به دست آورد.  آنتونی لاپالیا ابتدا برای این نقش ابراز علاقه کرده بود، اما به دلیل مشغولیت در تئاتر برادری و تصمیم شبکه فاکس، دیگر مدنظر قرار نگرفت. دیوید چیس (خالق سریال) از استیون ون زندت (گیتاریست گروه ای-استریت باند) برای تست این نقش دعوت کرد. ون زندت که سابقه بازیگری نداشت، معتقد بود این نقش باید به بازیگران حرفه‌ای سپرده شود، بنابراین چیس شخصیت سیلویو دانته را مخصوص او نوشت.  مایکل ریسپولی که در نهایت نقش جکی آپریل را بازی کرد، نیز کاندیدای نزدیک برای نقش تونی بود. در نسخه اولیه (پایلوت)، نام شخصیت اصلی "تامی" بود (ادای احترام به شخصیت تام پاورز که جیمز کاگنی در فیلم "دشمن عمومی" بازی کرده بود) اما اجازه استفاده از این نام گرفته نشد. نام "تونی سوپرانو" از دوست خانوادگی چیس به نام توبی سوپرانو الهام گرفته شد.  
گاندولفینی برای القای خشم در نقش‌آفرینی‌هایش از روش‌های خاصی استفاده می‌کرد:  
- عمداً به سر خود ضربه می‌زد  
- شب‌زنده‌داری می‌کرد  
- مقدار زیادی قهوه می‌نوشید  
- با سنگی در کفش راه می‌رفت 

## زندگینامه شخصیت تخیلی تونی سوپرانو

### دوران کودکی و نوجوانی
تونی سوپرانو در سال ۱۹۵۹ (۱۹۵۵ در فیلم قدیسان نیوآرک) از لیویا و جانی سوپرانو به دنیا آمد. پدرش یک کاپو در خانواده جنایت دی میو بود. تونی در محله اولد فرست وارد نیوآرک نیوجرسی همراه والدین و دو خواهرش جانیس و باربارا بزرگ شد. پدربزرگ پدری او کورادو سوپرانو اهل آولینو ایتالیا بود که در سال ۱۹۱۱ به آمریکا مهاجرت کرد. او استاد سنگتراشی بود که در ساخت کلیسای محله قدیمی تونی مشارکت داشت.
روابط خانوادگی  
تونی در خاطراتش از پدرش یاد می‌کند که از جانیس به عنوان پوششی برای ملاقات با همدستان جنایتکارش در پارک تفریحی کودکان استفاده می‌کرد. در جلسات درمان وقتی از او درباره خاطرات خوش کودکی با مادرش سؤال می‌شد، هیچ چیزی به یاد نمی‌آورد. او مادرش را زنی ستمگر و بی‌احساس توصیف می‌کند که پدرش را "به یک آدم بی‌خاصیت" تبدیل کرده بود.
دوران جوانی  
در دبیرستان با کارمل د آنجلیس (همسر آینده‌اش)، آرتی بوکو و دیوی اسکاتینو آشنا شد. همچنین با پسرخاله مادری‌اش تونی بلوندتو رابطه نزدیکی داشت. خانواده برای تشخیص آن‌ها را "تونی عمو آل" و "تونی عمو جانی" صدا می‌زدند. تابستان‌ها را در مزرعه عمویش پت بلوندتو می‌گذراندند. در اوایل بیست سالگی، تونی بلوندتو به دلیل مشارکت در یک سرقت دستگیر شد. تونی سوپرانو قرار بود در این کار مشارکت کند اما به دلیل یک حمله عصبی پس از مشاجره با مادرش غایب بود. او سال‌ها ادعا می‌کرد این آسیب را در یک حمله خیابانی دریافت کرده است. مدت کوتاهی در دانشگاه سیتون هال تحصیل کرد قبل از آنکه برای زندگی جنایتکارانه ترک تحصیل کند.
ورود به دنیای جنایت  
تونی بخشی از گروه غیررسمی جنایتکاران جوان شامل دوستان کودکی‌اش سیلویو دانته، رالف چیفارتو و جیاکومو "جکی" آپریل سینیور بود. او و جکی با سرقت از یک بازی کارت تحت مدیریت فیچ لا مانا در خانواده دی میو معروف شدند. در سال ۱۹۸۲ تحت راهنمایی پاولی "والناتس" گوالتییری اولین قتلش را انجام داد و یک قمارباز کوچک به نام ویلی اورال را کشت. پس از این قتل، پاولی به عنوان مرشد تونی در مافیا عمل می‌کرد.
صعود به قدرت  
پس از مرگ پدرش در سال ۱۹۸۶ به دلیل آمفیزم، عمو جونیور به عنوان مرشد تونی جایگزین شد. تونی به عنوان کاپوی موقت گروه پدرش منصوب شد و این موقعیت به مرور دائمی شد. در سال ۱۹۹۵ جکی به عنوان رئیس موقت خانواده پس از زندانی شدن ارکوله "اکلی" دی میو انتخاب شد. پس از مرگ جکی در ۱۹۹۸، بحران جانشینی بین تونی و جونیور به حدی رسید که جنگ داخلی در خانواده قریب الوقوع به نظر می‌رسید. اما تونی با حمایت از جونیور به عنوان رئیس رسمی خانواده درحالی که خودش قدرت واقعی را در دست داشت، به این درگیری پایان داد.

### قتل‌های انجام‌شده توسط تونی سوپرانو
تونی سوپرانو در طول سریال شخصاً ۸ قتل را مرتکب شد. به عنوان رئیس خانواده جنایت، او مسئول مرگ افرادی بود که به دستور او کشته شدند. هشت قتل شناخته‌شده که همگی به صراحت در سریال نمایش داده شدند عبارتند از:
۱. ویلی اورال - با شلیک تونی کشته شد تا "استخوان‌سازی کند" (تبدیل به عضو رسمی مافیا شود) - سال ۱۹۸۲ در قسمت "یادت باشد".
۲. فابیان "فبی" پترولیو - توسط تونی خفه شد چون به اعضای گروه پاولی و پوسی لو داده و به برنامه حفاظت از شاهدان پیوسته بود - سال ۱۹۹۹ در قسمت "کالج".
۳. چاکی سیگنوره - با شلیک تونی کشته شد چون با جونیور برای کشتن او توطئه کرده بود - سال ۱۹۹۹ در قسمت "من جینی کوزامانو را در خواب می‌بینم".
۴. متیو بیویلاکوا - توسط تونی و بیگ پوسی کشته شد چون قصد داشت کریستوفر مولتیسانتی (پروژه و پسرخاله تونی) را بکشد - سال ۲۰۰۰ در قسمت "از کجا تا ابدیت".
۵. سالواتوره "بیگ پوسی" بونپنسیرو - توسط تونی، سیلویو و پاولی روی یک قایق اعدام شد چون فهمیدند خبرچین اف‌بی‌آی است - سال ۲۰۰۰ در قسمت "خانه شادی".
۶. رالف چیفارتو - در یک درگیری خفه/کتک‌زده شد چون گمان می‌رفت اسب مسابقه‌شان "پای-او-مای" را برای پول بیمه کشته - سال ۲۰۰۲ در قسمت "هرکسی که این کار را کرد".
۷. تونی بلوندتو - با شاتگان توسط تونی کشته شد چون بدون اجازه جو پیپس و بیلی لیوتاردو را کشته بود - سال ۲۰۰۴ در قسمت "با احترام مناسب".
۸. کریستوفر مولتیسانتی - توسط تونی خفه شد پس از یک تصادف رانندگی که کریستوفر راننده بود و اعتراف کرد هنوز مواد مصرف می‌کند - سال ۲۰۰۷ در قسمت "کندی و هایدی".
واکنش‌های تونی به این قتل‌ها:
- پس از کشتن کریستوفر، تونی احساس آرامش کرد چون از شر فردی که دیگر به او اعتماد نداشت خلاص شد.
- قتل فبی پترولیو از روی احساس عدالتخواهی بود چون فبی با لو دادن اعضای گروه فرار کرده بود.
- کشتن بیگ پوسی برای تونی سنگین بود و سال‌ها بعد هم با پاولی و سیلویو درباره آن صحبت می‌کرد.
- قتل رالف چیفارتو پس از مرگ مشکوک اسبشان بود و احتمالاً خشم تونی از کشته شدن استریپر تریسی نیز در آن نقش داشت.
- تونی از کشتن متیو بیویلاکوا لذت برد چون انتقام سوءقصد به عزیزش بود.
- کشتن تونی بلوندتو فقط برای نجات او از مرگی دردناک‌تر به دست فیل لیوتاردو بود.
- قتل کریستوفر برنامه‌ریزی نشده بود، تونی پس از شنیدن نگرانی او درباره تست مواد، از فرصت استفاده کرد.